# Dennis Sikma
Dennis Sikma (* 30. Januar 1999 in Heerenveen) ist ein niederländischer Eishockeyspieler, der seit Beginn seiner Karriere bei den Heerenveen Flyers unter Vertrag steht und mit dem Klub seit 2015 in der belgisch-niederländischen BeNe League spielt.

## Karriere

### Klubs
Dennis Sikma spielt seit Beginn seiner Karriere bei den Heerenveen Flyers in seiner Geburtsstadt. Seit 2015 spielt er mit dem Klub in der belgisch-niederländischen BeNe League. Mit den Flyers gewann er 2017 und 2022 die BeNe League. 2016 und 2017 gelang der Gewinn der niederländischen Meisterschaft und 2016 auch des Pokalwettbewerbes.

### International
Für die Niederlande nahm Sikma an den Spielen der Division II der U18-Weltmeisterschaft 2017 sowie der U20-Weltmeisterschaften 2018 und 2019 teil.
Sein Debüt in der Herren-Nationalmannschaft gab der Flügelstürmer beim Division-I-Turnier der 2019, als die Niederländer in die Division II absteigen mussten. Dort spielte er dann 2022 und stieg mit den Niederländern wieder in die Division I auf. So spielte er 2023 erneut in der Division I.

## Erfolge und Auszeichnungen
- 2016 Niederländischer Meister und Pokalsieger mit den Heerenveen Flyers
- 2017 Gewinn der BeNe League und niederländischer Meister mit den Heerenveen Flyers
- 2022 Gewinn der BeNe League mit den Heerenveen Flyers
- 2022 Aufstieg in die Division I, Gruppe B, bei der Weltmeisterschaft der Division II, Gruppe A